# Deutsche Botschaft Asmara

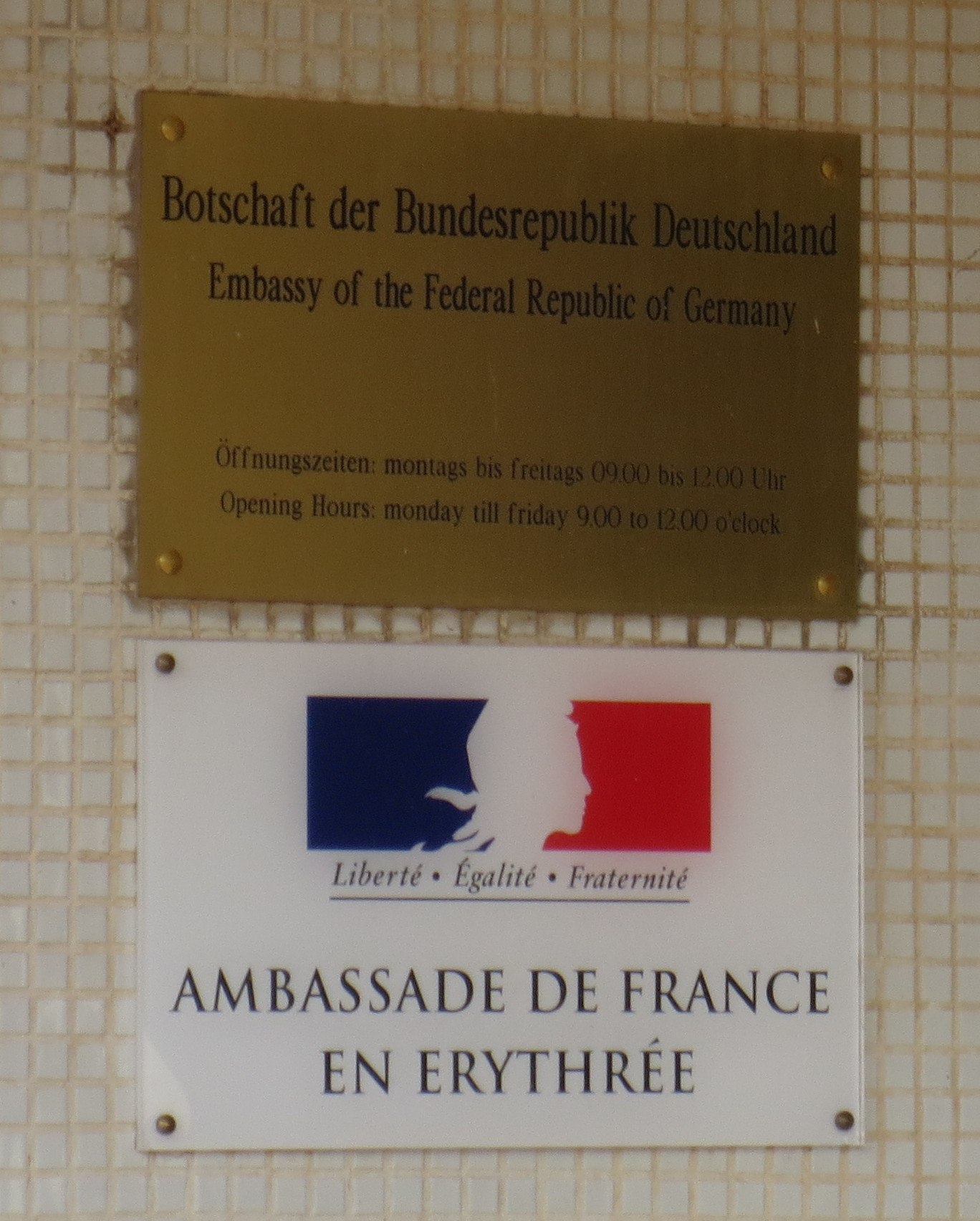
Plakette der deutschen und der französischen Botschaft in Asmara

Die Deutsche Botschaft Asmara ist die offizielle diplomatische Vertretung der Bundesrepublik Deutschland im Staat Eritrea.

## Lage und Gebäude
Die Botschaft befindet sich im Sertzu Gebremeskel Building in der Godäna Warsay im Stadtzentrum von Asmara.

## Organisation
Es handelt sich bei der Botschaft um eine Kleinstvertretung. Dies bedeutet, dass konsularische Dienstleistungen und Visaerteilung von der Deutschen Botschaft Nairobi (Kenia) erledigt werden, die die Botschaft Asmara auch in Verwaltungsangelegenheiten unterstützt. Die Botschaft wird mit ihrer beschränkten personellen Ausstattung lediglich in akuten Notsituationen deutscher Staatsangehöriger tätig.

## Geschichte
Nachdem Eritrea am 24. Mai 1993 als Staat die Unabhängigkeit erlangt hatte, wurde am 8. August 1995 die Botschaft der Bundesrepublik Deutschland in Asmara eröffnet.